# Kim Sae-ron
Kim Sae-ron (koreanska: 김새론), född 31 juli 2000 i Seoul, död 16 februari 2025 i Seoul, var en sydkoreansk skådespelerska och fotomodell. Hon hade huvudroller i bland annat A Girl at My Door, Listen to My Heart, The Queen's Classroom, Hi! School: Love On och Secret Healer.
Den 16 februari 2025 påträffades Kim Sae-ron död i sin bostad i Seoul; hon hade begått självmord.